# Вальдемс
Ва́льдемс (нем. Waldems) — община в Германии, в земле Гессен. Подчиняется административному округу Дармштадт. Входит в состав района Райнгау-Таунус. Население составляет 5508 человек (на 31 декабря 2010 года). Занимает площадь 36,68 км².

## Города-побратимы
- Ле-Кост (Франция)